# Chiles Davis Cup-lag
Schweiz Davis Cup-lag representerar Chile i tennisturneringen Davis Cup, tidigare International Lawn Tennis Challenge. Chile debuterade i sammanhanget 1928, och har som främsta merit en finalplats 1976, då man fick stryk med 1-4 mot Italien.